# Renzo Fontona
Renzo Fontona (Riccó del Golfo, província de La Spezia, 2 de juliol de 1939) és un ciclista italià, ja retirat, que fou professional entre 1961 i 1968. Bon escalador, el 1961 fou tercer a la Volta a Llombardia, en la primera vegada que es pujà el muro di Sormano. També fou setè al Tour de França de 1963 i sisè al Giro d'Itàlia de 1964.

## Palmarès
- 1961
  - 1r al Giro di Pistoia

### Resultats al Giro d'Itàlia
- 1961. 18è de la classificació general
- 1963. 11è de la classificació general
- 1964. 6è de la classificació general
- 1965. 11è de la classificació general
- 1966. 15è de la classificació general
- 1967. 21è de la classificació general

### Resultats al Tour de França
- 1962. 35è de la classificació general
- 1963. 7è de la classificació general
- 1965. 15è de la classificació general